# Maria Laura Almirão
Maria Laura Almirão (20 de setembro de 1977, São Paulo) é uma velocista brasileira, especializada nos 400 metros rasos. Ela é bicampeã olímpica e cinco vezes medalhista nos 400 metros rasos e no revezamento no Campeonato Ibero-Americano.

## Carreira
Moradora do bairro Butantã, em São Paulo, Maria Laura participou de atividades esportivas infantis ocorridas na Universidade de São Paulo (USP), onde se interessou pelo atletismo.
Maria Laura se classificou para os 400 metros rasos femininos nos Jogos Olímpicos de Verão de 2004, em Atenas, ao conquistar a medalha de ouro no Campeonato Ibero-Americano de Huelva, na Espanha. Ela terminou em quinto lugar na segunda bateria do evento por seis centésimos de segundo (0,06) atrás da jamaicana Nadia Davy, com um tempo de 52,10 segundos. Maria Laura acabou se juntando à equipe nacional de velocidade para o revezamento 4 × 400m feminino, junto com suas compatriotas Josiane Tito, Lucimar Teodoro e Geisa Coutinho. Ela e sua equipe ficaram em sexto lugar na segunda bateria do revezamento, com o melhor tempo sazonal de 3m28s43.
Nos Jogos Olímpicos de Verão de 2008, em Pequim, Maria Laura competiu novamente pela segunda vez em eventos individuais e de revezamento. Para sua primeira prova, 400 metros, Maria Laura correu na quarta bateria contra outras seis atletas, incluindo a britânica Christine Ohuruogu, que acabou se tornando campeã olímpica na final. Ela terminou a corrida novamente em quinto lugar, mais de dois segundos atrás de Ohuruogu, com um tempo de 53s26. Poucos dias depois, Maria Laura se reuniu com suas companheiras Lucimar Teodoro, Josiane Tito e Emmily Pinheiro para o revezamento 4 x 400 m feminino. Ela correu na pernada inicial da segunda bateria, com um tempo individual de 53,49 segundos. Maria Laura e sua equipe terminaram o revezamento em sexto lugar com um tempo total de 3m30s10, não conseguindo avançar para a final.
Maria Laura também é membro em tempo integral da Associação Profissionalizante BMF, em São Caetano do Sul, sendo orientada e treinada pelo japonês Katsuhito Nakaya.